# Annalen des Naturhistorischen Hofmuseums
Annalen des Naturhistorischen Hofmuseums (en français : Annales du muséum d'histoire naturelle), abrégé Ann. Naturhist. Hofmus., est une revue illustrée comprenant des descriptions botaniques et zoologiques. Elle fut éditée en Autriche et publiée uniquement en 1918. Cette revue est précédée par Annalen des K. K. Naturhistorischen Hofmuseums et remplacée en 1919 par Annalen des Naturhistorischen Museums in Wien.